# Paolo Saturno
Paolo Saturno (Angri, 25 maggio 1944) è un musicologo e religioso italiano. Sacerdote liguorino, è caposcuola di un indirizzo storico-musicologico che mira alla rivalutazione ed alla sublimazione della musica di Alfonso Maria de' Liguori e dei Redentoristi.

## Biografia
Licenziato in Sacra Teologia, laureato in Lettere classiche, diplomato in Canto, Didattica della Musica, Musica Corale e Direzione di Coro, è stato docente di Storia della Musica ed Estetica musicale presso il Conservatorio Giuseppe Martucci di Salerno.
È il fondatore e direttore del Coro Polifonico Alfonsiano e dell'Orchestra Alfaterna, formazione vocale-orchestrale con la quale ha tenuto concerti in Italia; ha tenuto concerti, incisioni e videoregistrazioni con orchestre e cori italiani e internazionali; ha diretto concerti su Televisioni locali, nazionali ed internazionali.
È autore di saggi musicologici relativi soprattutto alla Lauda monodica alfonsiana e alla Cantata sacra italiana e tedesca.
Ha promosso con concerti, convegni e incisioni la musica del redentorista Alfonso Vitale (1937-2018) finalizzata all'affermazione di un nuovo filone della musica sacra ispirato alla musica di sant'Alfonso e dei Redentoristi concretizzatosi in modo particolare con la composizione di cantate sacre per soli, coro e orchestra; ha curato l'incisione di numerosi lavori discografici volti alla diffusione e alla valorizzazione della Tradizione poetico-musicale alfonsiano-redentorista.
Ha fondato a Pagani l'Associazione Musicale e Culturale “S. Alfonso M. de Liguori”, attraverso la quale ha offerto a numerosissimi giovani concrete opportunità di formazione umana, musicale, esperienza professionale e di lavoro.

## Pubblicazioni (parziale)
- Civiltà musicale del Settecento - Duetti sacri, «Il Monocordo», n. 7/8 (1999), pp. 99 - 143;
- La tradizione musicale alfonsiana, in Alfonso M. de Liguori e la società civile del suo tempo. Atti del Convegno internazionale per il Bicentenario della morte del santo. Napoli, S. Agata dei Goti, Salerno, Pagani. 15 - 19 maggio 1988, a cura di P. GIANNANTONIO, Firenze, Olschki, 1990, pp. 577 - 598;
- La Cantata sacra tedesca e italiana del Settecento: espressione del pensiero teologico riformato e cattolico, in Filosofia della Musica. Musica della Filosofia. Atti del Convegno internazionale di studi in onore di J. S. Bach 250º anniversario, Vibo Valentia, 10 - 13 maggio 2000, pp. 5 - 57;
- Francesco Durante: cantate sacre, in «Rassegna storica dei comuni. Studi e ricerche storiche locali», n. 130/131 (2005), pp. 73 - 92;
- Alessandro Speranza e sant'Alfonso Maria de Liguori. Affinità musicali, discrepanze spirituali, in Alessandro Speranza e la musica sacra a Napoli nel Settecento. Atti del Convegno nazionale di studi. Avellino, 20 – 21 novembre 2015, a cura di A. CARROCCIA e M. MARINO, Avellino, ilCimarosa, 2016, pp. 119 - 177.[20]

Composizioni
- Canti del cuore. Sulle orme di sant'Alfonso M. de Liguori, 2024.

## Discografia (parziale)
In qualità di direttore
- Musicassetta "Copiosa apud eum redemptio": Cantata della Passione secondo sant'Alfonso M. de Liguori per soli, coro e orchestra del M° p. Alfonso Vitale (1995)
- Musicassetta "Spes nostra, salve": Cantata mariana per soli, coro e orchestra del M° p. Alfonso Vitale (1996)
- Musicassetta "Tu scendi dalle stelle": Cantata natalizia per soli, coro e orchestra del M° p. Alfonso Vitale (1996)
- Musicassetta "O pane del cielo": Cantata sacra per soli, coro e orchestra del M° p. Alfonso Vitale (1997)
- Musicassetta Laudi alfonsiane (1997)
- CD Le canzoncine spirituali di S. Alfonso M. de Liguori (200?)
- CD Civiltà Musicale del Settecento - Duetti Sacri (2000)
- CD "Copiosa apud eum redemptio": Cantata della Passione secondo sant'Alfonso M. de Liguori (2000)
- CD Tu scendi dalle stelle: cantata natalizia per soli, coro e orchestra del M° p. Alfonso Vitale (2001)
- CD Laude della tradizione missionaria redentorista (2014)
- CD Tu scendi dalle stelle: Natale con sant'Alfonso e i Redentoristi vol. 1 (2014)
- CD Tu scendi dalle stelle: Natale con sant'Alfonso e i Redentoristi vol. 2 (2015)
- CD alla Madonna del Perpetuo Soccorso: laude redentoriste dell'Italia meridionale (2016)
- CD Tu scendi dalle stelle: Natale con sant'Alfonso e i Redentoristi vol. 3 (2016)
- CD Odi alla Madonna del Perpetuo Soccorso vol. 2 (2017)
- CD Tu scendi dalle stelle: Natale con sant'Alfonso e i Redentoristi vol. 4 (2017)
- CD Tu scendi dalle stelle: Natale con sant'Alfonso e i Redentoristi vol. 5 (2018)
- CD Tu scendi dalle stelle: Natale con sant'Alfonso e i Redentoristi vol. 6 (2019)
- CD Tu scendi dalle stelle: Natale con sant'Alfonso e i Redentoristi vol. 7 (2021)
- CD Tu scendi dalle stelle: Natale con sant'Alfonso e i Redentoristi vol. 8 (2022)
- CD Tu scendi dalle stelle: Natale con sant'Alfonso e i Redentoristi vol. 9 (2023)